# Flughafen Casablanca

i7
i11
i13
Der Flughafen Casablanca, auch als Casablanca-Nouasseur bezeichnet (französisch Aéroport international de Mohammed V - Nouasseur, englisch Mohammed V International Airport, arabisch مطار محمد الخامس الدولي, DMG Maṭār Muḥammad al-ḫāmis ad-Duwalī, IATA-Code: CMN, ICAO-Code: GMMN) ist ein marokkanischer Flughafen auf dem Stadtgebiet von Nouaceur nahe der Millionenstadt Casablanca. Flughafenbetreiber ist die Behörde Office National des Aéroports (ONDA).

## Bedeutung
Der Flughafen Casablanca ist der wichtigste Flughafen des Landes und Drehkreuz der staatlich marokkanischen Gesellschaft Royal Air Maroc sowie von Air Arabia Maroc. Er ist nach Mohammed V., dem 1961 verstorbenen Großvater des heutigen Königs Mohammed VI., benannt.

## Geschichte
Der Flughafen wurde 1943 unter dem Namen Berrechid Airfield als Ausweichplatz für den damaligen Flughafen Anfa eröffnet und zunächst überwiegend militärisch genutzt. Mitte der 1950er-Jahre erhielt der zum US-amerikanischen Stützpunkt ausgebaute Flughafen den Namen Nouasseur Air Base. Zu dieser Zeit waren hier Bomber des Typs B-47 Stratojet stationiert. Im Jahr 1959 wurden die militärischen Einrichtungen geschlossen und der Flughafen zur zivilen Nutzung freigegeben.
Im Jahr 2003 begann der Ausbau: Eine neue Landebahn südlich der bestehenden und ein neues Terminal wurden gebaut, um eine Kapazität von über 8 Millionen Passagieren zu ermöglichen. Inzwischen ist ein drittes Terminal geplant.

## Anbindung

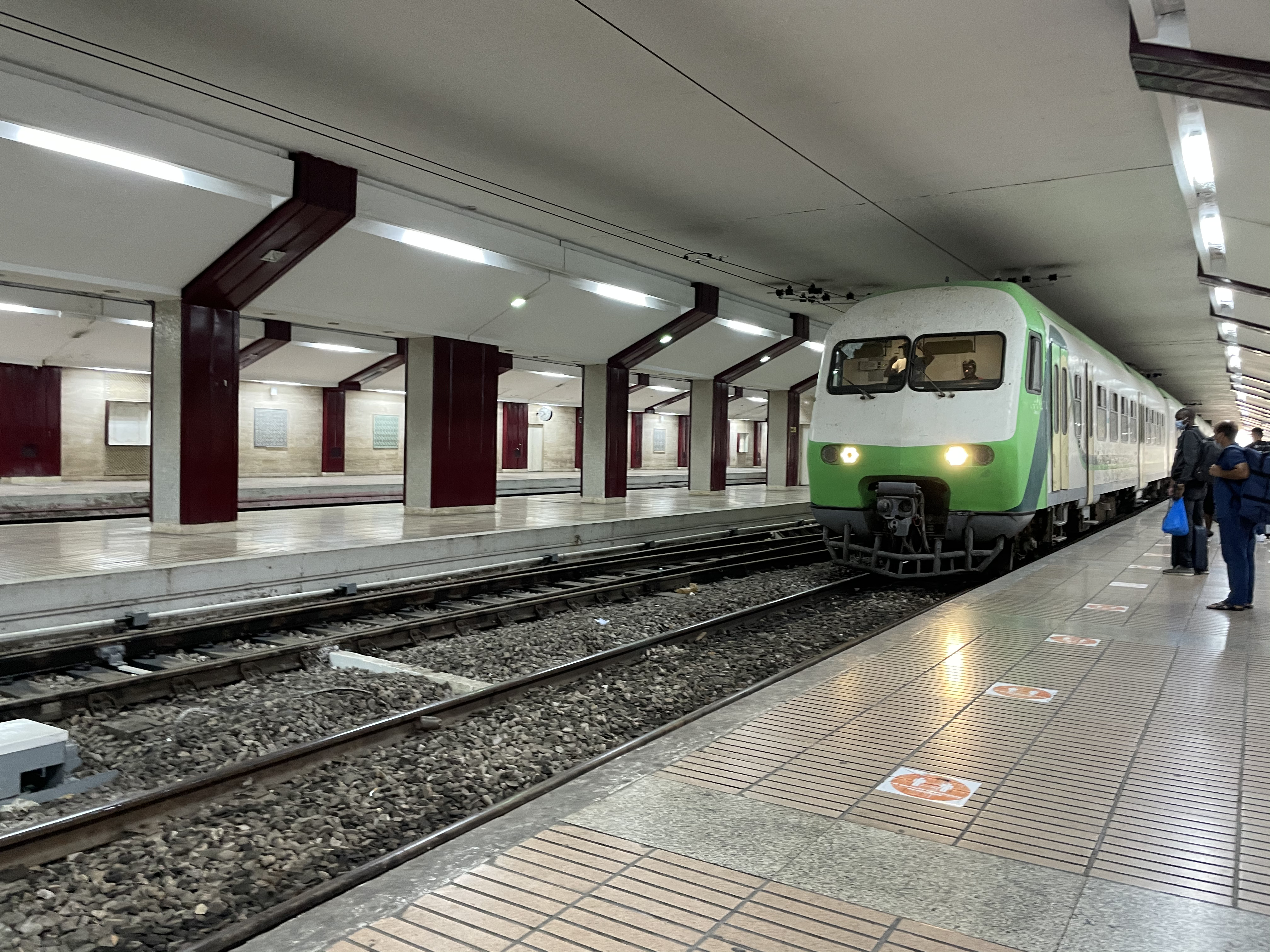
Flughafenbahnhof

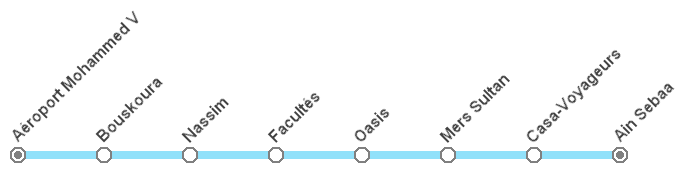

Der Flughafen ist mit einer Flughafenbahn des S-Bahn-ähnlichen Systems Al Bidaoui von Casablanca her angebunden. Die Linie erreicht in Casablanca u. a. den Hauptbahnhof Casa-Voyageurs. 

## Fluggesellschaften und Ziele
Vom Flughafen Casablanca werden hauptsächlich Ziele in Europa, in Afrika und Vorderasien sowie in Marokko angeflogen. Die meisten Flüge werden von Royal Air Maroc durchgeführt, die hier ihr Drehkreuz hat, aber auch andere Fluggesellschaften aus den eben genannten Regionen fliegen den Flughafen Casablanca an. Eine Ausnahme bilden Langstreckenverbindungen nach Nordamerika, die ebenfalls von Royal Air Maroc durchgeführt werden.

## Zwischenfälle
- Am 1. April 1970 stürzte eine Sud Aviation Caravelle III der Royal Air Maroc (Luftfahrzeugkennzeichen CN-CCV) im Anflug auf den Flughafen Casablanca-Nouasseur (Marokko) ab und brannte aus. Offenbar wurde im Nebel nahe Berrechid in 9 Kilometern Entfernung vom Flughafen, aber nur etwa 500 Fuß (150 Metern) Höhe, die Kontrolle verloren. Von den 82 Insassen kamen 61 ums Leben, 5 Besatzungsmitglieder und 56 Passagiere (siehe auch Flugunfall einer Sud Aviation Caravelle der Royal Air Maroc 1970).[2][3]

- Am 31. Oktober 2010 kam ein Airbus A310-304F der Turkish Airlines Cargo (TC-JCV) bei der Landung auf dem Flughafen Casablanca nach links von der Landebahn ab. Den Piloten gelang es zwar, die Maschine zurück auf das Rollfeld zu lenken, jedoch hatte ein Triebwerk durch Erde Schaden genommen. Die 22 Jahre und 9 Monate alte Maschine wurde aufgrund des Vorfalls als wirtschaftlicher Totalschaden abgeschrieben.[4]

## Sonstiges
Bis Januar 1986 war der Flughafen ein möglicher Notlandeplatz des Space Shuttle bei einem Startabbruch.